# موتور عشایری ۱ علی‌آباد
موتور عشایری ۱ علی‌آباد یک منطقهٔ مسکونی در ایران است که در دهستان رودبار (رودبار جنوب) واقع شده‌است. موتور عشایری ۱ علی‌آباد ۱۴۸ نفر جمعیت دارد.